# Enodia anthedon

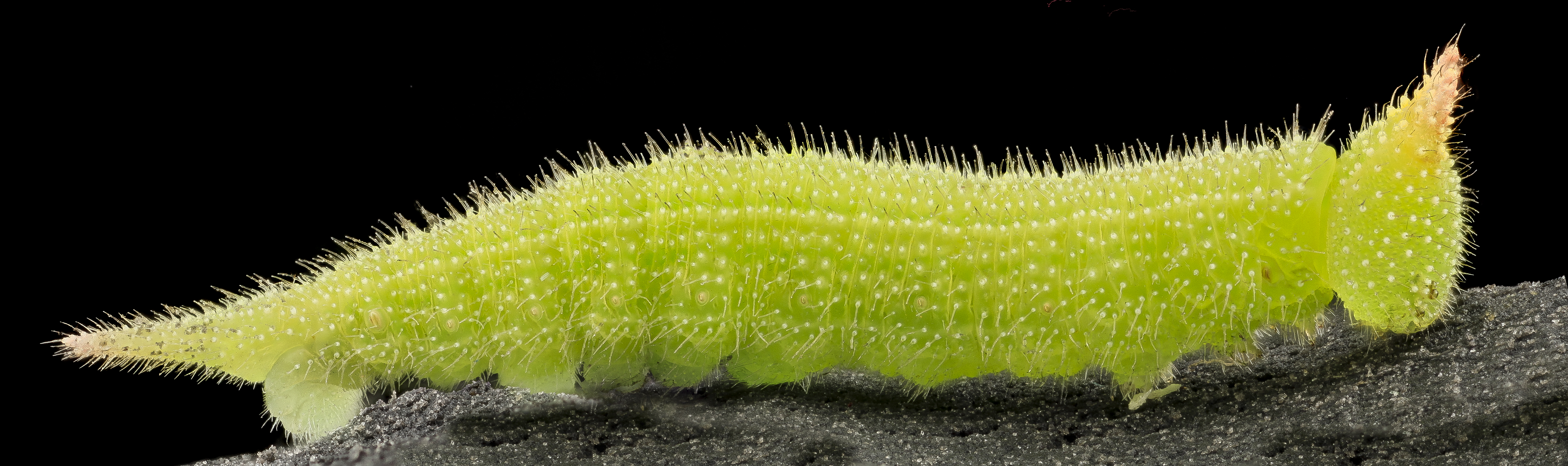
Larva

Enodia anthedon é uma espécie de borboleta da subfamília Satyrinae nativa da América do Norte, onde é encontrada do centro de Saskatchewan e leste do leste de Nebraska para Nova Escócia, do sul ao centro de Alabama e Mississippi.
A envergadura é de 43 a 67 milímetros. O lado superior é castanho escuro com e o lado de baixo é castanho. Os adultos se alimentam de esterco, fungos, carniça e seiva de salgueiros, choupos e bétulas.
As larvas se alimentam de várias gramíneas, incluindo Leersia virginica, espécies de Erianthus, espécies de Muhlenbergia, Brachyelytrum erectum, Uniola latifolia, Hystrix patula e Schizachne purpurascens. As plantas hospedeiras de uma população do norte incluem ciperáceas (espécies Carex).

## Subespécies
- Enodia anthedon anthedon
- Enodia anthedon borealis (Clark, 1936) (Manitoba, Ontário, Quebec, Maine)

## Espécies semelhantes
- Satyrodes appalachia/Lethe appalachia (R. L. Chermock, 1947)
- Satyrodes eurydice [Lethe eurydice] (Linnaeus, 1763)